# Язвицы (городской округ Семёновский)
Я́звицы — деревня в городском округе Семёновский Нижегородской области России.

## География
Деревня находится на правом берегу реки Линда, на расстоянии 14 км к юго-западу от города Семёнов, административного центра округа, и 48 км к северо-востоку от города Нижний Новгород, административного центра области.

### Часовой пояс
Деревня Язвицы, как и вся Нижегородская область, находится в часовой зоне МСК (московское время). Смещение применяемого времени относительно UTC составляет +3:00.

## Население
| 2002 | 2010 |
| ---- | ---- |
| 10   | ↘5   |